# Siphocampylus adhaerens
Siphocampylus adhaerens är en klockväxtart som beskrevs av Thomas G. Lammers. Siphocampylus adhaerens ingår i släktet Siphocampylus och familjen klockväxter.
Artens utbredningsområde är Venezuela. Inga underarter finns listade i Catalogue of Life.